# Быстрая (Иркутская область)
Бы́страя — деревня в Слюдянском районе Иркутской области. Административный центр Быстринского муниципального образования.

## География
Расположена на 19-м километре Тункинского тракта (автомагистраль А333 Култук — Монды) в междуречье рек Большая Быстрая и Малая Быстрая, впадающих в километре севернее от окраины селения в Иркут. Деревня находится в северных предгорьях Хамар-Дабана в Быстринской впадине, восточном сегменте Тункинской котловины.

## История
Деревня Быстрая была основана в 1903 году вдоль Тункинского тракта, по которому из Монголии пригоняли живой скот. Её основание необходимо было для проверки санитарного состояния животных. Уже к 1910 году был основан ветеринарный пункт. В советское время Быстрая жила перегоном скота и сельским хозяйством. Также неподалёку находилось Малобыстринское месторождение лазурита, которое перестало разрабатываться к 1990-м годам. Сейчас селение живёт сельским хозяйством и туризмом.

## Население
| 2002 | 2010 | 2011 | 2012 |
| ---- | ---- | ---- | ---- |
| 514  | ↘426 | ↗427 | ↘421 |

## Культура
В деревне есть дом культуры. Широко освещено строительство православного храма.

Частная художественная галерея «Домик художника» Андрея Владимировича Михайлова: http://www.multiki2006.narod.ru 
Виртуальный тур 360° по художественной галерее "Домик художника" Андрея Владимировича Михайлова